# Syřenov
Syřenov är en ort i Tjeckien. Den ligger i den centrala delen av landet, 80 km nordost om huvudstaden Prag. Syřenov ligger 469 meter över havet och antalet invånare är 204.
Terrängen runt Syřenov är huvudsakligen platt, men västerut är den kuperad. Runt Syřenov är det ganska tätbefolkat, med 65 invånare per kvadratkilometer. Närmaste större samhälle är Jičín, 8,7 km sydväst om Syřenov. I omgivningarna runt Syřenov växer i huvudsak blandskog.